# Гай Калвий Цицерон
Гай Калвий Цицерон (Gaius Calvius Cicero) е политик на Римската република през средата на 5 век пр.н.е.
Произлиза от фамилията Калвий.
През 454 пр.н.е. той е народен трибун заедно с Луций Сикций Дентат (L. Siccius Dentatus).